# Aikido Bond Nederland
De Aikido Bond Nederland (voorheen Aikido Nederland) is opgericht in 2009 met als doel aikido in Nederland te promoten. 
De huidige voorzitter is Gerrit-Bartus Dielissen, Wilko Vriesman is de huidige secretaris en Marcel Reijers is momenteel penningmeester. Wilko Vriesman is ook een van de oprichters. Aikido Bond Nederland is aangesloten bij de NOC*NSF en International Aikido Federation (IAF).

## Ledenaantallen
Hieronder de verdeling van het ledenaantal en het aantal verenigingen:
| Jaar | Ledenaantallen (31.12) | Ledenaantallen (31.12) | Ledenaantallen (31.12) | Ledenaantallen (31.12) | Ledenaantallen (31.12) | Ledenaantallen (31.12)  | Ledenaantallen (31.12) | Verenigingen |
| Jaar | Jongens <18 jaar       | Meisjes <18 jaar       | Totaal jeugd <18 jaar  | Mannen >18 jaar        | Vrouwen >18 jaar       | Totaal volwas. >18 jaar | Totaal                 | Verenigingen |
| ---- | ---------------------- | ---------------------- | ---------------------- | ---------------------- | ---------------------- | ----------------------- | ---------------------- | ------------ |
| 2019 |                        |                        |                        |                        |                        |                         |                        | 103          |
| 2018 |                        |                        |                        |                        |                        |                         |                        | 101          |
| 2017 |                        |                        |                        |                        |                        |                         | 3.045                  | 190          |
| 2016 |                        |                        |                        |                        |                        |                         | 3.724                  | 210          |
| 2015 | 970                    | 494                    | 1.464                  | 1.765                  | 401                    | 2.166                   | 3.630                  | 205          |
| 2014 |                        |                        |                        |                        |                        |                         | 3.776                  | 200          |
| 2013 |                        |                        |                        |                        |                        |                         |                        | 155          |

## Aanbod
Deze organisatie heeft een breed aanbod, zoals een opleiding voor aikidoleraren en gender equality evenementen.